# Klub Uczelniany AZS Uniwersytetu im. Adama Mickiewicza w Poznaniu
KU AZS UAM Poznań - akademicka męska drużyna siatkarska

## Historia
KU AZS UAM Poznań awans do drugiej ligi wywalczył w sezonie 2005/2006, kiedy to w finałowym turnieju rozgrywanym w Parzęczewie pokonał wszystkich trzech przeciwników (ZKS Ślepsk Augustów, MMKS Dąbrowa Górnicza, Orzeł Parzęczew). W sezonach 2006/2007, 2007/2008, 2008/2009 poznaniacy kończyli swoje zmagania w rundzie zasadniczej za każdym razem na 5. miejscu. Sezon 2009/2010 okazał się najlepszym w dotychczasowej historii sekcji siatkarskiej działającej przy Uniwersytecie im. Adama Mickiewicza. Rundę zasadniczą podopieczni Damiana Lisiecki i Nicoli Vettori zakończyli na 3. miejscu, co nie stawiało ich w roli głównego faworyta do awansu. Jednak w fazie play-off najpierw pokonali zespół Grześków Kalisz (w serii do trzech zwycięstw 3-1), a następnie w finałowej rozgrywce po trzech emocjonujących meczach, z których każdy zakończył się w tie-breaku, poznaniacy pokonali AZS UZ Zielona Góra i po raz pierwszy w historii mogli cieszyć się ze zwycięstwa w swojej grupie. Niestety, nie udało się wywalczyć awansu do wyższej klasy rozgrywkowej podczas turnieju barażowego mistrzów wszystkich grup drugiej ligi odbywającym się w Będzinie. Zwycięstwo z Sudetami Kamienna Góra przy porażkach z MOS-em Będzin i Pekpolem Ostrołęka okazało się niewystarczające. Awansu zespół AZS UAM Poznań nie zdołał wywalczyć także w kolejnym turnieju barażowym odbywającym się w Kamiennej Górze. Tym razem za silni okazali się gospodarze Sudety Kamienna Góra i Energetyk Jaworzno. Mecze z tymi rywalami na długo pozostaną w pamięci kibiców ze względu na swoją dramaturgię, obydwa bowiem zakończyły się po tie-breaku. W ostatnich pojedynku tego turnieju poznaniacy pokonali Ślepsk Suwałki .